# Ron Bushy

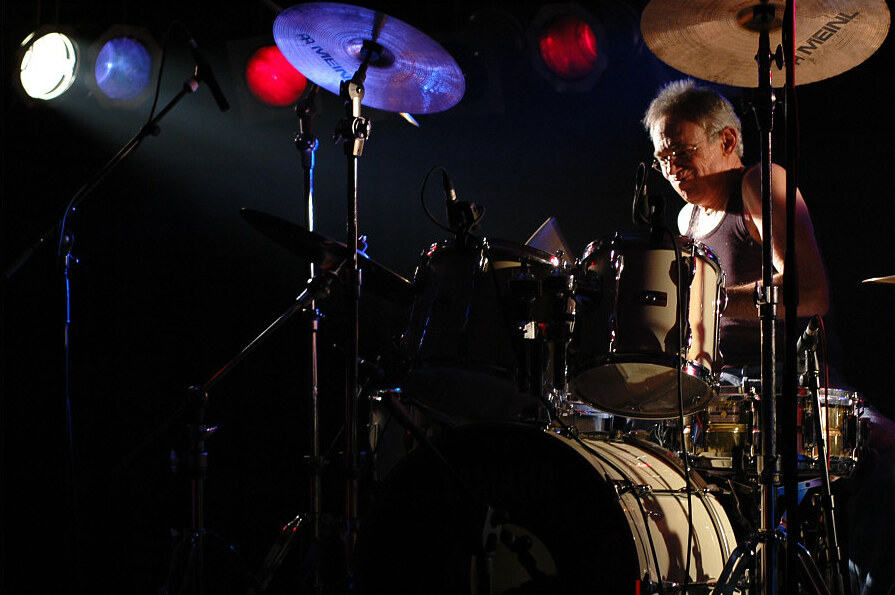
Ron Bushy auf der Bühne mit Iron Butterfly (2005)

Ron Bushy (* 23. Dezember 1941 in Washington D.C.; † 29. August 2021 in Los Angeles, Kalifornien) war ein US-amerikanischer Schlagzeuger.

## Leben
Ron Bushy brachte sich das Schlagzeugspielen autodidaktisch bei und konnte keine Noten lesen. Er wuchs in San Diego auf und studierte Biologie und Psychologie. Sein Ziel war es, Meeresbiologe zu werden und am  Scripps Institute of Oceanography in La Jolla zu arbeiten.
Neben seinem Studium begann Bushy, in Bands zu spielen. Er spielte bei Bands wie The Bushmen und The Voxmen.
Ron Bushy war verheiratet und hatte drei Töchter sowie sechs Enkelkinder.

## Iron Butterfly
1966 gründete sich die Band Iron Butterfly in San Diego. Ron Bushy, ebenfalls aus San Diego, zog zur selben Zeit wie Iron Butterfly nach Los Angeles, um mit seiner Band The Voxmen durchzustarten. Als er eines Abends in die Bar Bido Lidos in der Cosmo Alley in Hollywood ging, um Iron Butterfly zu sehen, sollte er mitspielen. Die Band wollte ihn daraufhin als festes Mitglied haben. Bushy wollte zunächst seiner Band treu bleiben, doch man konnte sich schließlich darauf einigen, die Schlagzeuger zu tauschen.
Das 1968 erschienene Album In-A-Gadda-Da-Vida gilt als eines der erfolgreichsten Rockalben der Geschichte. Bekannt wurde das Album besonders durch den gleichnamigen Titelsong des Albums. Doug Ingle schrieb den Song ursprünglich unter dem Namen In The Garden of Eden. Der lautmalerische Titel In-A-Gadda-Da-Vida entstand, als Bushy den reichlich betrunkenen Ingle nicht mehr richtig verstehen konnte. Der Song hielt sich über ein Jahr in den amerikanischen Charts, und Bushys Schlagzeugsolo gilt als legendär.
Die Band konnte jedoch an den Erfolg dieses Albums nicht mehr anknüpfen. 1971 löste sich die Band zunächst auf. 1974 formierte Ron Bushy zusammen mit Ex-Gitarrist Erik Brann die Band neu und brachte zwei Alben (Scorching Beauty, Sun and Steel, beide 1975) heraus. Da diese jedoch auch keinen gewünschten Erfolg erzielten, löste sich die Band erneut auf. Diese beiden Alben sind die letzten Studioaufnahmen von Iron Butterfly.
In den 1980er Jahren begann Bushy jedoch, erneut mit ehemaligen Bandkollegen unter dem Namen Iron Butterfly auf der Bühne zu stehen. Nachdem Doug Ingle die Band 1999 endgültig verließ, Erik Brann 2003 verstarb und Lee Dorman 2012 verstarb, war Bushy zuletzt das letzte verbleibende Originalmitglied der Band. Ron Bushy ist außerdem das einzige Mitglied, das auf allen Studioalben von Iron Butterfly zu hören ist.
Laut Bushy sagte ihm Ringo Starr, dass sein Schlagzeugsolo beim Beatles Song The End von seinem Schlagzeugsolo bei In-A-Gadda-Da-Vida inspiriert sei.
Ab 2015 spielte Bushy nur noch gelegentlich als Gast bei Iron-Butterfly-Konzerten mit. Die Band war somit ohne Originalmitglied auf Tour.

## Krankheit und Tod
Ab 2015 trat Ron Bushy nur noch als Gast bei Iron Butterfly Konzerten auf, da er aufgrund von gesundheitlichen Problemen pausieren musste. Er starb am 29. August 2021 kurz nach Mitternacht im UCLA Medical Centre in Los Angeles im Kreis seiner Frau Nancy und seiner drei Töchter.